# OR2AG1
Olfaktorni receptor 2AG1 je protein koji je kod ljudi kodiran OR2AG1 genom.
Olfaktorni receptori formiraju interakcije sa molekulima mirisa u nosu, čime se inicira neuronski respons koji izaziva percepciju mirisa. Oni su odgovorni za prepoznavanje i G proteinima posredovanu transdukciju mirisnih signala. Proteini olfaktornih receptora su članovi velike familije G protein spregnutih receptora (GPCR). Poput mnogih receptora za neurotransmitere i hormone, olfaktorni receptori imaju strukturu 7-transmembranskog domena. Oni su kodirani genima sa jednim eksonom. Geni olfaktornih receptora su najveća familija genoma. Nomenklatura gena i proteina olfaktornih receptora je nezavisna od drugih organizama.

## Literatura
- Lane RP; Cutforth T; Young J;  . (2001). „Genomic analysis of orthologous mouse and human olfactory receptor loci.”. Proc. Natl. Acad. Sci. U.S.A. 98 (13): 7390—5. PMC 34679 . PMID 11416212. doi:10.1073/pnas.131215398.
- Fuchs T; Malecova B; Linhart C;  . (2003). „DEFOG: a practical scheme for deciphering families of genes.”. Genomics. 80 (3): 295—302. PMID 12213199. doi:10.1006/geno.2002.6830.
- Malnic B, Godfrey PA, Buck LB (2004). „The human olfactory receptor gene family.”. Proc. Natl. Acad. Sci. U.S.A. 101 (8): 2584—9. PMC 356993 . PMID 14983052. doi:10.1073/pnas.0307882100.
- Neuhaus EM; Mashukova A; Zhang W;  . (2006). „A specific heat shock protein enhances the expression of mammalian olfactory receptor proteins.”. Chem. Senses. 31 (5): 445—52. PMID 16565291. doi:10.1093/chemse/bjj049.
- Mashukova A, Spehr M, Hatt H, Neuhaus EM (2006). „Beta-arrestin2-mediated internalization of mammalian odorant receptors.”. J. Neurosci. 26 (39): 9902—12. PMID 17005854. doi:10.1523/JNEUROSCI.2897-06.2006.

## Spoljašnje veze
- OR2AG1+protein,+human на 